# Cerco de Mitilene
O sítio de Mitilene ocorreu em 81 a.C. durante a Segunda Guerra Mitridática, quando a cidade de Mitilene, na ilha de Lesbos, foi tomada por Roma. Foi a primeira ação militar documentada de Júlio César.
Mitilene, a cidade capital da ilha de Lesbos no Mar Egeu, revoltou-se contra Roma durante a Primeira Guerra Mitridática e era suspeita de ajudar ativa ou tacitamente piratas da região. A ilha não se rendeu ao final da guerra, então as operações de represália foram realizadas durante a Segunda Guerra Mitridática.
Suetônio credita Marco Minúcio Termo, o governador da província da Ásia romana, com a vitória, mas o sítio pode ter sido conduzido por ou em coordenação com Lúcio Licínio Lúculo.
Júlio César iniciou seu serviço militar durante o sítio após seu perdão por Sila durante as proscrições de 82 a.C. Foi durante o sítio que César foi agraciado com a Corona Cívica, uma honra considerável no exército romano, que é um título concedido a um soldado romano que salva a vida de um companheiro cidadão.